# 空軍岡山基地
空軍岡山基地，又稱岡山機場，位於中華民國（臺灣）高雄市岡山區，是中華民國空軍管理的軍用機場，目前為中華民國空軍官校、空軍航空技術學院及空軍飛行訓練指揮部之駐紮地。

## 歷史
- 1939年12月1日啟用
- 1944年，岡山大空襲
- 1949年，空軍軍官學校於高雄飛行場舊址復校，即現址[1]
- 1949年，空軍機械學校（現空軍航空技術學院）遷至現址
- 2023年，原屬空軍官校編制的飛行指揮部，獨立升格為「空軍飛行訓練指揮部」。空軍官校少將副校長一職調整為上校副校長。

## 配置
- 機場性質：軍用
- 主跑道：兩條（東跑道/西跑道）
- 長：2301公尺/2440公尺
- 寬：45公尺